# Emese Szász-Kovács
Emese Judit Szász-Kovács (nacida Emese Judit Szász, Budapest, 7 de septiembre de 1982) es una deportista húngara que compitió en esgrima, especialista en la modalidad de espada.
Participó en tres Juegos Olímpicos de Verano, entre los años 2008 y 2016, obteniendo una medalla de oro en Río de Janeiro 2016, en la prueba individual.
Ganó cuatro medallas en el Campeonato Mundial de Esgrima entre los años 2005 y 2013, y ocho medallas en el Campeonato Europeo de Esgrima entre los años 2004 y 2017.

## Trayectoria
En los Juegos Olímpicos de Pekín 2008 derrotó a la argelina Hadia Bentaleb en la ronda de 32, pero perdió ante la rusa Liubov Shutova en la siguiente ronda. En los Juegos de Londres 2012 perdió en la ronda de 32 ante la surcoreana Choi In-Jeong. En Río de Janeiro 2016 ganó la medalla de oro al vencer 15-13 a la italiana Rossella Fiamingo en la final. En el primer combate derrotó a la estonia Julia Beljajeva, en los dieciseisavos de final venció a la surcoreana Kang Mi, en los cuartos a la japonesa Sato Nozomi, mientras que en la semifinal superó a la francesa Lauren Rembi.
Obtuvo dieciocho podios en la Copa del Mundo, siete de primer lugar, cinco de segundo y seis de tercero. Además, obtuvo cinco victorias en el Grand Prix, con diecisiete podios en total.
En 2016 recibió la Cruz de oficial de la Orden del Mérito de Hungría.

## Palmarés internacional
| Juegos Olímpicos   | Juegos Olímpicos        | Juegos Olímpicos  | Juegos Olímpicos   |
| Año                | Lugar                   | Medalla           | Prueba             |
| ------------------ | ----------------------- | ----------------- | ------------------ |
| 2016               | Río de Janeiro (Brasil) | Medalla de oro    | Espada individual  |
| Campeonato Mundial |                         |                   |                    |
| Año                | Lugar                   | Medalla           | Prueba             |
| 2005               | Leipzig (Alemania)      | Medalla de plata  | Espada por equipos |
| 2006               | Turín (Italia)          | Medalla de bronce | Espada individual  |
| 2010               | París (Francia)         | Medalla de plata  | Espada individual  |
| 2013               | Budapest (Hungría)      | Medalla de bronce | Espada individual  |
| Campeonato Europeo |                         |                   |                    |
| Año                | Lugar                   | Medalla           | Prueba             |
| 2004               | Copenhague (Dinamarca)  | Medalla de plata  | Espada por equipos |
| 2006               | Esmirna (Turquía)       | Medalla de plata  | Espada por equipos |
| 2007               | Gante (Bélgica)         | Medalla de plata  | Espada por equipos |
| 2013               | Zagreb (Croacia)        | Medalla de bronce | Espada individual  |
| 2013               | Zagreb (Croacia)        | Medalla de bronce | Espada por equipos |
| 2015               | Montreux (Suiza)        | Medalla de bronce | Espada individual  |
| 2016               | Toruń (Polonia)         | Medalla de bronce | Espada individual  |
| 2017               | Tiflis (Georgia)        | Medalla de bronce | Espada individual  |